# Риппер, Жозе
Жозе́ Мёрер Риппер (порт.-браз. José Meurer Ripper; 12 июня 1908, Нитерой, Рио-де-Жанейро — 1991) — бразильский футболист, нападающий.

## Карьера
Жозе Риппер начал карьеру в клубе «Флуминенсе». Он дебютировал в клубе 28 марта во встрече с «Бразилом» (0:0). 2 мая он забил первые два гола за «Флу», поразив ворота «Ботафого» (3:1). В 1927 году Риппер не выходил на поле в матчах за клуб. В 1928 году Риппер вновь начал играть за «Флуминенсе» и выступал там до 1931 года. 27 сентября он последний раз вышел на поле в матче команды, которая обыграла «Фламенго» со счётом 2:1. Всего в составе команды Жозе провёл 99 матчей и забил 25 голов.
В 1933 году Риппер перешёл во «Фламенго». 17 сентября он дебютировал в составе команды в матче с «Флуминенсе» (0:2). 22 октября он сыграл второй и последний матч за клуб, в котором забил два гола в ворота «Флуминенсе» (4:0).

## Международная статистика
| Матчи Жозе Рипера за сборную Бразилии | Матчи Жозе Рипера за сборную Бразилии | Матчи Жозе Рипера за сборную Бразилии | Матчи Жозе Рипера за сборную Бразилии | Матчи Жозе Рипера за сборную Бразилии | Матчи Жозе Рипера за сборную Бразилии | Матчи Жозе Рипера за сборную Бразилии |
| ------------------------------------- | ------------------------------------- | ------------------------------------- | ------------------------------------- | ------------------------------------- | ------------------------------------- | ------------------------------------- |
| №                                     | Дата                                  | Место проведения                      | Оппонент                              | Счёт                                  | Голы                                  | Турнир                                |
| 1                                     | 10 июля 1929                          | Рио-де-Жанейро                        | Ференцварош                           | 2:0                                   | —                                     | Товарищеский матч                     |